# كيفين باريه
كيفين باريه (بالفرنسية: Kévin Barré)‏ هو لاعب كرة قدم فرنسي في مركز الدفاع، ولد في 25 يناير 1990 في شوليه في فرنسا. لعب مع نادي فان ونادي نانت.

## وصلات خارجية
- كيفين باريه على موقع قاعدة بيانات كرة القدم.إي يو (الإنجليزية)
- كيفين باريه على موقع Soccerway.com (الإنجليزية)